# 新聞夜總會
《新聞夜總會》，台灣電視談話節目，2001年8月20日起每週一至週五22:55~23:55於TVBS頻道播出。前身為TVBS頻道每週五22:00~23:00播出的《顛覆新聞》，主持人為李艷秋，2013年3月18日起改由顧名儀接手主持，至同年5月31日播畢。

## 歷任主持人
- 第一任：李艷秋（2001年8月20日-2013年3月15日）
- 第二任：顧名儀（2013年3月18日-2013年5月31日）

## 節目形態
新聞夜總會是一個輕鬆的新聞談話節目，緊接在《2100全民開講》節目結束後，於晚間23:00時，以帶狀形態播出。每日會邀請三至四位新聞記者與名嘴至節目中，針對新聞與政治話題來討論。它是最早的台灣新聞談話節目之一，其後的類似節目，如新聞挖挖哇，在形態上都與它類似。
因為主持人李艷秋的政治立場，它通常被定位為泛藍的節目，對於陳水扁與民進黨較不友善。但民進黨的陳景峻（曾任柯文哲市府臺北市副市長）曾多次代班主持。
2013年3月12日，在李濤請辭《2100全民開講》節目後，李艷秋也以身體因素為由請辭，由顧名儀接手主持。但收視率仍不佳，TVBS決定停播。

## 外部連結
| TVBS頻道 星期一至五22:55~23:55 | TVBS頻道 星期一至五22:55~23:55              | TVBS頻道 星期一至五22:55~23:55 |
| ------------------------------ | ------------------------------------------- | ------------------------------ |
|                                | 新聞夜總會 （2001年8月20日－2013年5月31日） |                                |
| —                              | —                                           |                                |